# TFT
TFT o transistor de pel·lícula fina és l'acrònim de la paraula anglesa Thin Film Transistor. El TFT és un circuit format per transistors a partir de la dispositació de diferents capes molt fines una sobre de l'altra: capes de material conductor, capes de material semiconductor i capes de material dielèctric.
La seva major aplicació és en el disseny de pantalles de cristall líquid o TFT-LCD, ja que permet controlar cada píxel de forma individual, fet que aporta certes avantatges a l'hora de controlar el cristall líquid. Aquest control és possible gràcies al conjunt de milers de transistors que formen el TFT. El TFT s'usa bàsicament en la fabricació de LCD; rep el nom de LCD de matriu activa (AMLCD) o Active Matrix Liquid Crystal Display, i fa referència a la distribució dels transistors sobre el substrat.
A causa de la forta relació existent entre el TFT i els LCD, moltes vegades es tendeix a confondre aquestes paraules i es barregen els termes.

## Història
El cristall líquid va ser descobert fa uns 100 anys quan el botànic austríac F. Reinitzer quan investigava amb molècules de colesterol l'any 1888.
La idea d'usar el cristall líquid per aplicar-lo al disseny de pantalles va ser concebut originàriament pel grup RCA (Radio Corporation of America) el 1963.
Molts científics i enginyers han estat centrats en la millora de les característiques del cristall líquid des de llavors. A partir d'aquestes investigacions es va avançar en el camp del TFT i les matrius actives LCD. El primer AMLCD va ser proposat per Brody el 1973, on el CdSe TFT va ser usat com a interruptor per cada píxel en una matriu de 120 x 120 píxels.
Després que LeComber va donar a conèixer el primer TFT de silici amorf (a-Si TFT), molts laboratoris van començar a desenvolupar AMLCD utilitzant a-Si TFT. Actualment existeixen tres tecnologies de AMLCD: silici amorf (a-Si), silici policristal·lí (poly-Si) i silici de cristall únic (x-Si).
A partir del moment en què es va començar a pensar en aquestes tecnologies, van sorgir dues línies de desenvolupament dels TFT-LCD. La primera encaminada a les grans pantalles, on els LCD requereixen un elevat nombre de píxels. L'altra tendència es va encaminar a la compactació dels mòduls LCD amb una alta densitat de píxels, per a fer-los funcionals en dispositius de petites dimensions com càmeres, etc.
Durant els 10 darrers anys, els LCD han augmentat les seves dimensions ràpidament: des de les primeres aplicacions de 3" fins a arribar actualment a més de 40".
Com ja s'ha comentat, la tecnologia dels LCD és una tecnologia amb gran visió de futur per al disseny i fabricació de monitors d'alta qualitat i definició com pantalles d'informació, projectors i dispositius portàtils. Això és conseqüència que els LCD actualment tenen unes molt bones propietats com ara que són molt compactes, lleugers i consum molt baix. El dràstic desenvolupament del TFT ha estat la clau per obtenir grans èxits en TFT LCD.

## Matriu activa
Els píxels estan organitzats formant una matriu sobre un substrat de vidre. Cada píxel té associat un transistor (ja sigui de a-Si o de poly-Si), que opera com un interruptor per controlar la càrrega emmagatzemada al condensador. La tensió acumulada al condensador és inicialment la que s'ha aplicat entre els dos elèctrodes que contenen el cristall líquid de la pantalla LCD. D'aquesta manera s'aconsegueix mantenir el color a la pantalla fins al següent refresc.
Cada subpíxel té alhora un filtre de color associat, i depenent del voltatge aplicat a cada cel·la de la matriu, s'obtindrà un color d'una intensitat determinada. Aquesta intensitat està discretitzada en diferents nivells segons el nombre de bits associats.
La qualitat que ha portat a aquest tipus de matrius a ser la base de moltes pantalles de cristall líquid, ha estat la capacitat de poder seleccionar cada subpíxel de la graella de manera independent i sense interferir (de manera notable) sobre els subpíxels veïns. I això ha estat possible gràcies a la utilització dels transistors de pel·lícula fina. A causa de les seves dimensions i al temps de resposta, són ideals per aquest tipus d'aplicacions.

La forma de seleccionar cada subpíxel és mitjançant un escombrat de les portes de cada fila de transistors al mateix temps que s'aplica una tensió a la columna desitjada (bus de dades). En el moment que hi hagi un transistor al qual se li està aplicant una tensió al terminal de drenador (columna) i al mateix temps se li està aplicant una tensió al terminal de porta, aquell transistor polaritzarà el cristall líquid; aquest últim deixarà passar tanta llum a través seu com tensió se li hagi aplicat al. Finalment, la llum travessarà el filtre de color i s'obtindrà el subpíxel amb el color desitjat.

## Tipus de TFT
Com ja s'ha comentat, existeixen principalment tres tipus principals de tecnologia de TFTs: silici amorf (a-Si), silici policristal·lí (poly-Si) i silici de cristall únic (x-Si).

### a-Si
Malgrat els costos els costos de fabricació són relativament baixos, hi ha alguns inconvenients en la tecnologia a-Si TFT. El més important és la mobilitat dels electrons en el silici amorf, és a dir, la velocitat a què els electrons es mouen a través del material.
En a-Si aquesta velocitat és d'uns 0,3 cm2/V·s, la qual cosa significa una velocitat molt baixa. El silici amorf dona bones propietats a monitors de fins a 14".
A continuació es mostra una secció d'un transistor fabricat amb a-Si.

### Poly-Si
L'estudi en TFT ha anat, a causa de la baixa mobilitat dels electrons, dirigit a un nou material anomenat silici policristal·lí (poly-Si). El silici policristal·lí és similar a l'amorf, excepte que té propietats més desitjables per la fabricació de TFTs i és més car de fabricar. La mobilitat dels electrons en a-Si és aproximadament uns dos ordres de magnitud inferior que la del poly-Si, i al mateix temps, els electrons en aquest es mouen també dos ordres de magnitud inferior que el x-Si.

El silici policristal·lí prové de la indústria dels circuits integrats (IC) i de plaques solars. La seva utilització ha estat retardada durant molt temps a causa de les altes temperatures que es necessiten per la seva fabricació. Aquestes altes temperatures (al voltant dels 600 °C, que és el punt de fusió de molts tipus de vidres utilitzats en les pantalles) forcen als fabricants a usar quars o algun altre material igual de car. Tot i així, els poly-Si TFTs han estat molt apropiats en la fabricació de televisors d'alta definició (HDTV) amb 1024 línies de definició.

### x-Si
La tecnologia de silici de cristall únic (x-Si TFT) està encara en fases de desenvolupament. Té la capacitat de poder crear pantalles d'altíssimes resolucions. La mobilitat dels electrons en x-Si és molt alta (600 cm2/V·s), la qual cosa la fa ideal per HDTV. Actualment no és viable econòmicament.

## Fabricació
El procés de fabricació de TFTs és similar al procés usat en la fabricació de circuits integrats de silici. Dielèctrics extremadament fins, conductors i semiconductors han de situar-se sobre un substrat de vidre (que esdevindrà el vidre de la capa inferior del LCD un cop acabat el procés de fabricació). Aquesta tècnica és anomenada fotolitografia. En aquest procés, materials conductors i silici són progressivament afegits i gravats sobre el substrat per formar la matriu de transistors (TFT AMLCD).
Els passos per fabricar un TFT són els següents:
En les figures es pot veure el procediment a seguir per a completar la fabricació d'un transistor TFT. Sobre un substrat de vidre s'hi dipositen de manera alternativa les diferents capes i una capa de deposició. D'aquesta manera es va aconseguint crear tota la matriu de TFT de manera molt precisa a partir d'un lay-out dissenyat específicament i acuradament per tal que compleixi amb tots els requisits exigits per una pantalla LCD.

## Configuracions
Com ja s'ha dit, els TFT AMLCD no fan més que deixar passar i modificar la intensitat de la llum (backlight) que els arriba des d'un cantó del circuit TFT. Aquesta funcionalitat permet que siguin útils en sistemes de projecció així com en sistemes de visió directa (monitors d'ordinadors portàtils, etc.).
Com que el TFT requereix un transistor per cada subpíxel, és convenient limitar el nombre de píxels a la pantalla sense comprometre la qualitat de la imatge. Les pantalles a color convencionals usen una organització de píxels anomenada RGB. En aquesta organització, subpíxels vermells, verds i blaus estan distribuïts en igual proporció. Malgrat que a altes densitats de píxel la combinació RGB és adequada, quan el nombre de píxels és limitat, la imatge pot aparèixer borrosa.
Per solucionar aquest problema es pot usar un sistema GRGB. Aquest ha estat creat a partir del coneixement de l'ull humà. Es va descobrir que l'ull de l'home és més sensible al verd que al vermell o al blau i, per tant, es va optar per doblar la quantitat de píxels verds a la pantalla. D'aquesta manera es podia obtenir una resolució aparent millor sense augmentar el nombre de píxels o subpíxels (o, cosa que és el mateix, el nombre de transistors).